# Großkantschil
Das Großkantschil (Tragulus napu) ist eine Säugetierart aus der Familie der Hirschferkel (Tragulidae).

## Beschreibung
Zwar sind Großkantschile größer als Kleinkantschile, dennoch zählen sie zu den kleinsten Paarhufern. Sie erreichen eine Kopfrumpflänge von 70 bis 75 Zentimetern, eine Schulterhöhe von 30 bis 35 Zentimetern und ein Gewicht von 5 bis 8 Kilogramm.
Ihr Fell ist an der Oberseite orangebraun gefärbt, der Bauch und das Kinn sind weiß. An der Kehle sind sie oft braun-weiß gemustert. Ihr Körper ist rundlich und nach hinten hin ansteigend, die Beine hingegen sind verhältnismäßig dünn. Der spitze Kopf ist durch die großen Augen und die schwarze, unbehaarte Nase charakterisiert. Wie alle Hirschferkel haben sie kein Geweih und keine Hörner, dafür sind die oberen Eckzähne insbesondere beim Männchen stoßzahnartig vergrößert und ragen aus dem Maul heraus.

## Verbreitung und Lebensraum

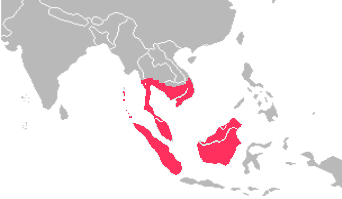
Verbreitung

Großkantschile leben im südlichen Südostasien, vom südlichen Thailand und dem südlichen Vietnam bis zur Spitze der Malaiischen Halbinsel sowie auf Sumatra, Borneo und anderen kleinen Inseln. Ihr Lebensraum sind vorwiegend mit dichtem Unterholz bewachsene Wälder, sie sind meist in der Nähe vom Wasser zu finden.

## Lebensweise
Großkantschile sind sehr scheue, zurückgezogen lebende Tiere und ausschließlich nachtaktiv. Um im Dickicht schneller vorwärtskommen zu können, legen sie tunnelartige Trampelpfade an. Außerhalb der Paarungszeit leben sie einzelgängerisch.
Es sind ausgesprochen territoriale Tiere, die ihr Revier mit Urin, Kot oder dem Sekret einer Duftdrüse am Unterkiefer markieren. Während die Weibchen meist ihr Leben lang in ihrem Revier blieben, ziehen die Männchen mehr umher und sind selten länger als ein Jahr im gleichen Territorium.

## Nahrung
Großkantschile sind vorwiegend Pflanzenfresser, die Gräser, Blätter und zu Boden gefallene Früchte zu sich nehmen. In kleinem Ausmaß verzehren sie auch tierische Kost wie Insekten.

## Fortpflanzung
Die Weibchen sind nahezu ihr gesamtes erwachsenes Leben trächtig, da sie sich schon wenige Stunden nach der Geburt erneut paaren. Die Tragzeit beträgt rund 152 bis 155 Tage und die Wurfgröße eins (selten zwei). Die Jungen sind Nestflüchter und können kurz nach der Geburt schon laufen. Mit zwei bis drei Monaten werden sie entwöhnt und sind mit vier bis fünf Monaten geschlechtsreif. Das Höchstalter eines Tieres in Gefangenschaft betrug 16 Jahre.

## Großkantschile und Menschen
In südostasiatischen Märchen gelten Kantschile als gewiefte Tiere, denen ähnliche Eigenschaften wie in Mitteleuropa dem Rotfuchs zugesprochen werden. Vielerorts wird das Fleisch dieser Tiere gegessen, sie gelten auch als leicht zu zähmen und werden manchmal zu Haustieren gemacht. Die Hauptbedrohung stellt aber die fortschreitende Rodung der Wälder dar. Die IUCN listet die Art als nicht gefährdet.